# Пропасть (приток Вайвонца)
Пропасть — река в России, протекает в Республике Карелия. Устье реки находится в 15 км по правому берегу реки Вайвонец. Длина реки составляет 22 км.
Правый приток — Лапакка (из озера Лебединого).
Ближайшие населённые пункты — Попов Порог (13 км на юго-восток от устья реки), Табойпорог (17 км на северо-восток от устья), деревня Шалговаара (16 км на запад от истока реки).

## Данные водного реестра
По данным государственного водного реестра России относится к Баренцево-Беломорскому бассейновому округу, водохозяйственный участок реки — бассейн озера Выгозеро до Выгозерского гидроузла, без реки Сегежа до Сегозерского гидроузла. Речной бассейн реки — бассейны рек Кольского полуострова и Карелии, впадает в Белое море.
Код объекта в государственном водном реестре — 02020001212102000006186.